# Rhinyptia parabolica
Rhinyptia parabolica är en skalbaggsart som beskrevs av Ohaus 1914. Rhinyptia parabolica ingår i släktet Rhinyptia och familjen Rutelidae. Inga underarter finns listade i Catalogue of Life.